# Жажвић
Жажвић је насељено мјесто у Далмацији. Припада граду Скрадину у Шибенско-книнској жупанији, Република Хрватска.

## Географија
Налази се на путу између Скрадина и Бенковца.

## Историја
Жажвић се од распада Југославије до августа 1995. године налазио у Републици Српској Крајини. До територијалне реорганизације у Хрватској насеље се налазило у саставу бивше велике општине Шибеник.

## Становништво
Према попису из 1991. године, Жажвић је имао 175 становника, од чега 159 Срба, 15 Хрвата и 1 Југословена. Према попису становништва из 2001. године, Жажвић је имао 25 становника. Жажвић је према попису становништва из 2011. године имао 30 становника.
| Националност       | 1991. | 1981. | 1971. | 1961. |
| Срби               | 159   | 110   | 153   | 186   |
| Хрвати             | 15    | 20    | 14    | 29    |
| Југословени        | 1     | 45    | 9     |       |
| остали и непознато |       | 3     | 1     |       |
| Укупно             | 175   | 178   | 177   | 215   |

| Демографија | Демографија | Демографија |
| Година      | Становника  | Становника  |
| ----------- | ----------- | ----------- |
| 1961.       | 215         |             |
| 1971.       | 177         |             |
| 1981.       | 178         |             |
| 1991.       | 175         |             |
| 2001.       | 25          |             |
| 2011.       |             | 30          |

### Презимена
| - Бајалица — Православци, славе Св. Николу - Безбрадица — Православци, славе Св. Јована - Бијелић — Православци, славе Св. Николу - Борак — Православци, славе Св. Стефана - Гладовић — Православци, славе Ђурђевдан - Драганић — Православци, славе Св. Николу | - Калањ — Православци, славе Ђурђевдан - Мачак — Православци, славе Св. Стефана Дечанског - Новаковић — Православци, славе Св. Николу - Покрајац — Православци, славе Св. Николу - Понош — Православци, славе Ђурђевдан - Пулић — Римокатолици - Штрбац — Православци, славе Св. Николу |